# Dragodana
Dragodana es una comuna ubicada en el distrito de Dâmbovița, Rumania.

## Superficie
Posee una superficie de 65,77 kilómetros cuadrados.

## Demografía
Hasta 2021 la población era de 6186 habitantes, con una densidad de población de 94,06 habitantes por kilómetro cuadrado.